# Tylecodon singularis
Tylecodon singularis är en fetbladsväxtart som först beskrevs av William Turner Thiselton Dyer, och fick sitt nu gällande namn av H. Tölken. Tylecodon singularis ingår i släktet Tylecodon och familjen fetbladsväxter. Inga underarter finns listade i Catalogue of Life.